# Anomalophylla liciata
Anomalophylla liciata är en skalbaggsart som beskrevs av Ahrens 2005. Anomalophylla liciata ingår i släktet Anomalophylla och familjen Melolonthidae. Inga underarter finns listade i Catalogue of Life.